# Albert Elfstrand
Gustaf Albert Elfstrand, född 9 januari 1904 i Södra Åsums socken, död där 6 maj 1987, var en svensk krukmakare.
Elfstrand övertog sin faders krukmakeri i Sjöbo 1944 och drev verkstaden fram till 1980-talet. Tillverkningen bedrevs helt utan tekniska hjälpmedel med lera från en täkt inte långt från verkstaden. Idag utgör krukmakarverkstaden museum.